# Левин, Борис Савельевич
Борис Савельевич Левин (14.04.1922 — 08.12.2006) — участник Великой Отечественной войны, командир звена 7-го гвардейского штурмового авиационного полка (230-й штурмовой авиационной дивизии, 4-й воздушной армии, 2-го Белорусского фронта),
Герой Советского Союза, гвардии лейтенант.

## Биография
Родился в городе Рославль ныне Смоленской области в семье служащего. Еврей. Член ВКП(б)/КПСС с 1944 года. Окончил 10 классов и аэроклуб в Москве.
В Красной Армии с 1940 года. В 1942 году окончил Балашовскую военно-авиационную школу пилотов.
Участник Великой Отечественной войны с июля 1942 года. Боевое крещение принял в боях на Северном Кавказе. Затем участвовал в освобождении Таманского полуострова, Крыма.
14 марта 1943 года лейтенант Борис Левин, действуя в составе группы самолётов-штурмовиков Ил-2, наносил удары по гитлеровской переправе через Кубань. Цель была прикрыта четырьмя зенитными батареями. Их огонь не давал возможности вести прицельное бомбометание. Тогда Борис Левин свой первый удар решил нанести по зенитным точкам. Огнём из пушек и пулемётов он разогнал прислугу орудий и дал команду повернуть самолёты на переправу. Но на штурмовиков внезапно набросилось восемь «мессершмиттов». Наши лётчики построили машины в круг так, чтобы каждый своим огнём мог защищать хвост соседнего самолёта, и стали пикировать на цель. Все попытки гитлеровских стервятников нарушить боевой порядок советских машин успеха не имели. Точно сброшенные бомбы разрушили переправу.
8 сентября 1943 года войска Северо-Кавказского фронта начали решительное наступление на Таманском полуострове — важном плацдарме противника в низовьях Кубани, угрожавшем южному флангу наших армий. В эти дни лётчики-гвардейцы совершали по несколько вылетов в сутки и своими действиями оказывали значительную помощь наземным войскам. К 9 сентября захватчики были отброшены на южную оконечность косы Чушка, откуда они пытались организовать переправу через Керченский пролив в Крым. Звено гвардии лейтенанта Левина получило задание сорвать переправу и уничтожить живую силу и технику противника. Набрав перед целью большую высоту, Левин со снижением повёл штурмовиков в атаку. Машины шли на большой скорости, и зенитные снаряды врага рвались позади самолётов. Так и не дав гитлеровцам пристреляться, лётчики совершили три захода над целью и на бреющем полёте ушли домой. Данные фотоконтроля показали, что противник потерял несколько десятков солдат и офицеров и большое количество боевой техники.
Через несколько дней Борис Левин повёл своё звено для штурмовки автоколонны врага на дороге Темрюк — Ахтанизовская. В заданном районе гитлеровцев не оказалось. Тогда Борис Левин принял смелое решение: без прикрытия истребителей идти в тыл противника, к железной дороге, по которой двигались эшелоны с отступающими фашистскими войсками. На станции Старотитаровская лётчики обнаружили два эшелона, но пробиться к ним было нелегко. Зенитные батареи создали плотную стену огня. Гвардии лейтенант Левин быстро оценил обстановку и отдал приказ двум самолётам атаковать позиции зенитчиков, а сам с ведомым прорвался к эшелонам. Три раза пронеслись они над самыми крышами вагонов, поливая их пушечным и пулемётным огнём, поражая бомбами и реактивными снарядами. Через несколько минут вся станция была охвачена огнём.
После изгнания гитлеровцев с Кубани гвардии лейтенант Борис Левин громил захватчиков в Крыму. 16 января 1944 года его звено поддерживало высадку десанта на Керченский полуостров. Несмотря на нелетную погоду, низкую облачность и метель он точно вывел свои самолёты к цели и в течение 20 минут с бреющего полёта уничтожал огневые точки и батареи противника. Благодаря успешным действиям лётчиков десантники отбросили врага от берега и закрепились на плацдарме.
9 мая 1944 года он водил звено «ильюшиных» в район Севастополя для уничтожения транспортов, на которых гитлеровцы стремились выбраться из Крыма. Несмотря на ураганный огонь нескольких десятков зенитных батарей, лётчики зашли со стороны моря и обрушили бомбовый груз на причалы. Прямым попаданием бомб была потоплена крупная самоходная баржа с вражескими солдатами, а вся группа без потерь вернулась на свой аэродром. В этот же день захватчики были изгнаны из Севастополя, и гвардейский авиационный полк, в котором служил Борис Левин, вскоре перелетел на 2-й Белорусский фронт.
Командир звена 7-го гвардейского штурмового авиационного полка (230-я штурмовая авиационная дивизия, 4-я воздушная армия, 2-й Белорусский фронт) кандидат в члены ВКП(б) гвардии лейтенант Борис Левин к июлю 1944 года совершил 106 боевых вылетов и лично уничтожил 4 гитлеровских самолёта, 15 танков, 7 железнодорожных эшелонов, 27 орудий, 50 автомашин и сотни вражеских солдат и офицеров.
После освобождения Крыма Борис Левин участвовал в Белорусской, Восточно-Прусской и Восточно-Померанской операциях. Войну закончил у города Торунь капитаном, в должности командира эскадрильи.
Всего за годы войны лётчик-штурмовик выполнил 170 успешных боевых вылетов.
После войны продолжал службу в ВВС СССР. В 1949 году окончил Военно-воздушную академию, ныне имени Ю. А. Гагарина. Затем получил назначение на должность заместителя командира штурмового авиационного полка в город Елгаву.
В 1957 году окончил курсы при Военно-воздушной инженерной академии имени Н. Е. Жуковского. Работал старшим преподавателем тактики ВВС в этой же академии. Защитил диссертацию на тему: «Об использовании радиолокаторов бокового обзора для ведения воздушной разведки», присвоена учёная степень кандидат военных наук. С 1985 года Б. С. Левин — в отставке.
Жил в городе-герое Москве. Похоронен на Ваганьковском кладбище в Москве (участок 2).

## Награды
Указом Президиума Верховного Совета СССР от 26 октября 1944 года за образцовое выполнение боевых заданий командования на фронте борьбы с немецко-фашистскими захватчиками и проявленные при этом мужество и героизм, гвардии лейтенанту Борису Савельевичу Левину присвоено звание Героя Советского Союза с вручением ордена Ленина и медали «Золотая Звезда» (№ 5260).
Награждён орденом Красного Знамени, двумя орденами Отечественной войны 1-й степени, орденом Отечественной войны 2-й степени, тремя орденами Красной Звезды, медалями.

## Память
Именем Героя Советского Союза Бориса Савельевича Левина названа Рославльская средняя общеобразовательная школа № 7 (решение Смоленской областной Думы в августе 2000 года), на здании школы Российским военно-историческим обществом установлена мемориальная доска.